# Concours général individuel aux championnats d'Europe de gymnastique artistique masculine

## Médaillés
| Édition | Lieu              | Or                                 | Argent                                      | Bronze                                     |
| ------- | ----------------- | ---------------------------------- | ------------------------------------------- | ------------------------------------------ |
| 1955    | Francfort         | Boris Shakhlin (URS)               | Albert Azaryan (URS)                        | Helmut Bantz (FRG)                         |
| 1957    | Paris             | Joachim Blume (ESP)                | Yuri Titov (URS)                            | Max Benker (SUI)                           |
| 1959    | Copenhague        | Yuri Titov (URS)                   | Pavel Stolbov (URS)                         | Phillip Furst (FRG)                        |
| 1961    | Luxembourg        | Miroslav Cerar (YUG)               | Yuri Titov (URS)                            | Giovanni Carminucci (ITA)                  |
| 1963    | Belgrade          | Miroslav Cerar (YUG)               | Boris Shakhlin (URS)                        | Vladimir Kerdemilidi (URS)                 |
| 1965    | Anvers            | Franco Menichelli (ITA)            | Viktor Lisitsky (URS)                       | Sergei Diamidov (URS)                      |
| 1967    | Tampere           | Mikhail Voronin (URS)              | Viktor Lisitsky (URS)                       | Franco Menichelli (ITA)                    |
| 1969    | Varsovie          | Mikhail Voronin (URS)              | Viktor Klimenko (URS)                       | Nikolai Kubica (POL)                       |
| 1971    | Madrid            | Viktor Klimenko (URS)              | Mikhail Voronin (URS)                       | Nikolai Andrianov (URS)                    |
| 1973    | Grenoble          | Viktor Klimenko (URS)              | Nikolai Andrianov (URS)                     | Klaus Köste (GDR)                          |
| 1975    | Berne             | Nikolay Andrianov (URS)            | Eberhard Gienger (FRG)                      | Aleksandr Ditiyatin (URS)                  |
| 1977    | Vilna             | Vladimir Markelov (URS)            | Alexander Tkachev (URS)                     | Vladimir Tikhonov (URS)                    |
| 1979    | Essen             | Stoyan Deltchev (BUL)              | Bogdan Makuts (URS) Alexander Tkachev (URS) | -                                          |
| 1981    | Rome              | Alexander Tkachev (URS)            | Yuri Korolev (URS)                          | Bogdan Makuts (URS)                        |
| 1983    | Varna             | Dmitri Bilozerchev (URS)           | Yuri Korolev (URS)                          | György Guczoghy (HUN)                      |
| 1985    | Oslo              | Dmitri Bilozerchev (URS)           | Valentin Mogilny (URS)                      | Vladimir Gogoladze (URS)                   |
| 1987    | Moscou            | Valery Lyukin (URS)                | Yuri Korolev (URS)                          | Gyorgy Guczoghy (HUN)                      |
| 1989    | Stockholm         | Igor Korobchinsky (URS)            | Valentin Mogilny (URS)                      | Holger Behrendt (GDR)                      |
| 1990    | Lausanne          | Valentin Mogilny (URS)             | Sergei Kharkov (URS)                        | Yuri Chechi (ITA)                          |
| 1992    | Budapest          | Igor Korobchinsky (EUN)            | Zoltan Supola (HUN)                         | Vitaly Scherbo (EUN)                       |
| 1994    | Prague            | Ivan Ivankov (BLR)                 | Igor Korobchinsky (UKR)                     | Yevgeniy Shabayev (RUS)                    |
| 1996    | Broendby          | Ivan Ivankov (BLR)                 | Vitaly Scherbo (BLR)                        | Alexei Voropaev (RUS)                      |
| 1998    | Saint-Pétersbourg | Alexei Bondarenko (RUS)            | Dmitri Karbanenko (FRA)                     | Alexei Nemov (RUS)                         |
| 2000    | Brême             | Olexandr Beresch (UKR)             | Ivan Ivankov (BLR)                          | Marian Dragulescu (ROU)                    |
| 2002    | Patras            | Dan Potra (ROU)                    | Jordan Jovtchev (BUL)                       | Alexei Bondarenko (RUS)                    |
| 2004    | Ljubljana         | Marian Dragulescu (ROU)            | Rafael Martinez (ESP)                       | Denis Savenkov (BLR)                       |
| 2005    | Debrecen          | Rafael Martinez (ESP)              | Razvan Dorin Selariu (ROU)                  | Denis Savenkov (BLR)                       |
| 2006    | Volos             | pas de concours général individuel | pas de concours général individuel          | pas de concours général individuel         |
| 2007    | Amsterdam         | Maxim Deviatovski (RUS)            | Fabian Hambüchen (GER)                      | Yury Ryazanov (RUS)                        |
| 2008    | Lausanne          | pas de concours général individuel | pas de concours général individuel          | pas de concours général individuel         |
| 2009    | Milan             | Fabian Hambuechen (GER)            | Daniel Keatings (GBR)                       | Yury Ryazanov (RUS)                        |
| 2010    | Birmingham        | pas de concours général individuel | pas de concours général individuel          | pas de concours général individuel         |
| 2011    | Berlin            | Philipp Boy (GER)                  | Flavius Koczi (ROU)                         | Daniel Purvis (GBR) Mykola Kuksenkov (UKR) |
| 2012    | Montpellier       | pas de concours général individuel | pas de concours général individuel          | pas de concours général individuel         |
| 2013    | Moscou            | David Belyavskiy (RUS)             | Max Whitlock (GBR)                          | Oleh Vernyayev (UKR)                       |
| 2014    | Sofia             | pas de concours général individuel | pas de concours général individuel          | pas de concours général individuel         |
| 2015    | Montpellier       | Oleh Vernyayev (UKR)               | David Belyavskiy (RUS)                      | Daniel Purvis (GBR)                        |
| 2016    | Berne             | pas de concours général individuel | pas de concours général individuel          | pas de concours général individuel         |
| 2017    | Cluj-Napoca       | Oleh Vernyayev (UKR)               | Artur Dalaloyan (RUS)                       | James Hall (GBR)                           |
| 2018    | Glasgow           | pas de concours général individuel | pas de concours général individuel          | pas de concours général individuel         |
| 2019    | Szczecin          | Nikita Nagornyy (RUS)              | Artur Dalaloyan (RUS)                       | Mários Georgíou (CYP)                      |
| 2020    | Mersin            | pas de concours général individuel | pas de concours général individuel          | pas de concours général individuel         |
| 2021    | Bâle              | Nikita Nagornyy (RUS)              | David Belyavskiy (RUS)                      | Illia Kovtun (UKR)                         |
| 2022    | Munich            | Joe Fraser (GBR)                   | Ahmet Önder (TUR)                           | Adem Asil (TUR)                            |
| 2023    | Antalya           | Adem Asil (TUR)                    | Jake Jarman (GBR)                           | Illia Kovtun (UKR)                         |
| 2024    | Rimini            | Mários Georgíou (CYP)              | Oleh Verniaïev (UKR)                        | Yumin Abbadini (ITA)                       |

## Tableau des médailles
Mis à jour après les championnats d'Europe de 2024.
| Rang  | Nation                            | Or | Argent | Bronze | Total |
| ----- | --------------------------------- | -- | ------ | ------ | ----- |
| 1     | Union soviétique                  | 14 | 19     | 7      | 40    |
| 2     | Russie                            | 5  | 4      | 6      | 15    |
| 3     | Ukraine                           | 3  | 2      | 4      | 9     |
| 4     | Biélorussie                       | 2  | 2      | 2      | 6     |
| 5     | Roumanie                          | 2  | 2      | 1      | 5     |
| 6     | Espagne                           | 2  | 1      | 0      | 3     |
| 6     | Allemagne                         | 2  | 1      | 0      | 3     |
| 8     | Yougoslavie                       | 2  | 0      | 0      | 2     |
| 9     | Grande-Bretagne                   | 1  | 3      | 3      | 7     |
| 10    | Turquie                           | 1  | 1      | 1      | 3     |
| 11    | Bulgarie                          | 1  | 1      | 0      | 2     |
| 12    | Italie                            | 1  | 0      | 4      | 5     |
| 13    | Communauté des États indépendants | 1  | 0      | 1      | 2     |
| 13    | Chypre                            | 1  | 0      | 1      | 2     |
| 15    | Allemagne de l'Ouest              | 0  | 1      | 2      | 3     |
| 15    | Hongrie                           | 0  | 1      | 2      | 3     |
| 17    | France                            | 0  | 1      | 0      | 1     |
| 18    | Allemagne de l'Est                | 0  | 0      | 2      | 2     |
| 19    | Pologne                           | 0  | 0      | 1      | 1     |
| 19    | Suisse                            | 0  | 0      | 1      | 1     |
| TOTAL | TOTAL                             | 38 | 39     | 38     | 115   |